# Bromus nottowayanus
Bromus nottowayanus là một loài thực vật có hoa trong họ Hòa thảo. Loài này được Fernald mô tả khoa học đầu tiên năm 1941.

## Hình ảnh

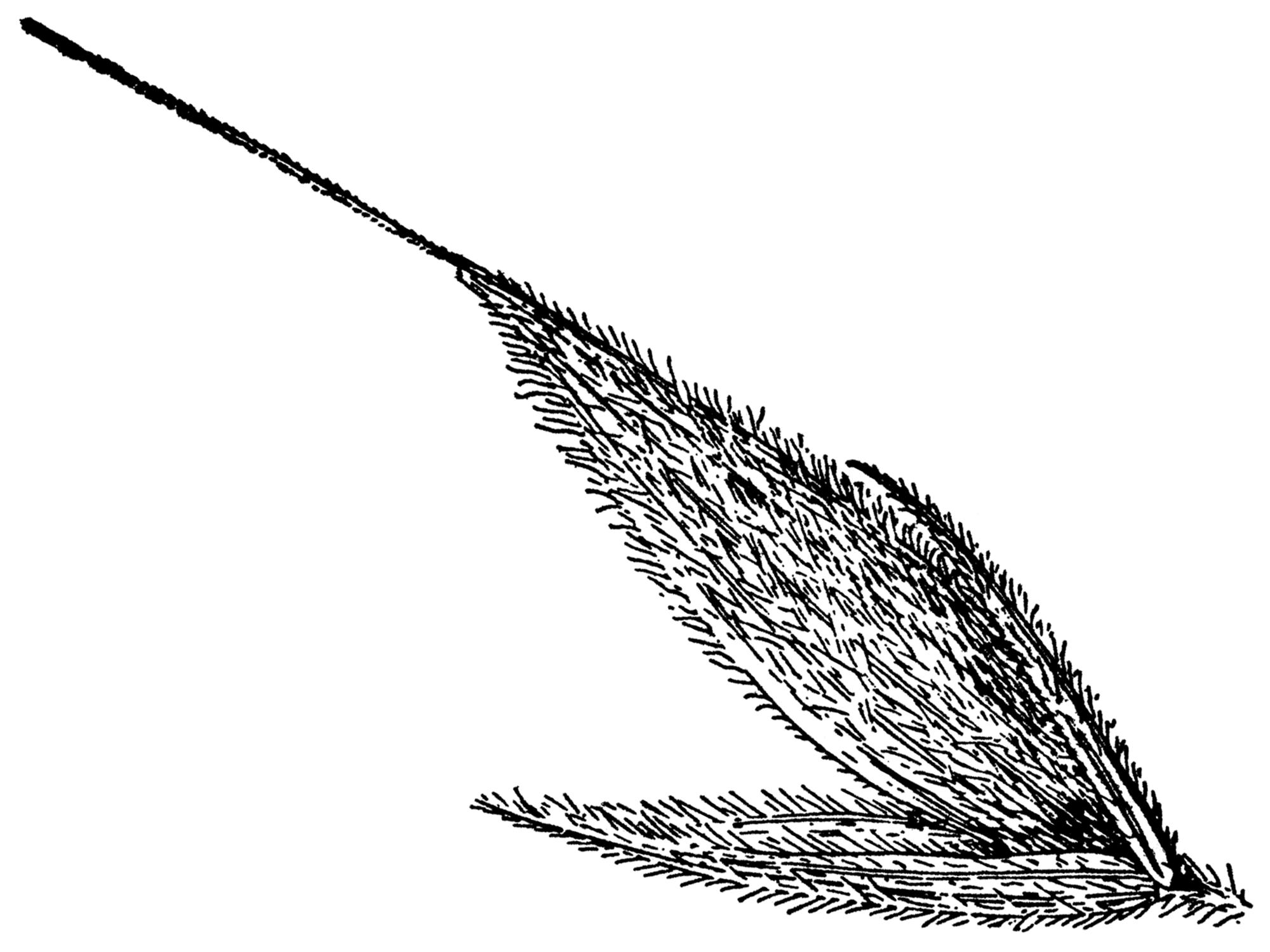